# Петровщина (Лузький район)
Петро́вщина (рос. Петровщина) — присілок у складі Лузького району Кіровської області, Росія. Входить до складу Лальського міського поселення.
Населення становить 3 особи (2010, 17 у 2002).
Національний склад станом на 2002 рік — росіяни 100 %.